# Gare de Charbonnières-les-Bains
Gare de Charbonnières-les-Bains – stacja kolejowa w Charbonnières-les-Bains, w departamencie Rodan, w regionie Owernia-Rodan-Alpy, we Francji. 
Jest stacją kolejową Société nationale des chemins de fer français (SNCF), obsługiwaną przez pociągi TER Rhône-Alpes (linia Sain-Bel - Lyon).

## Położenie
Znajduje się na km 8,714 linii Lyon – Montbrison, na wysokości 233 m n.p.m., pomiędzy stacjami Le Méridien i Casino-Lacroix-Laval.

## Linie kolejowe
- Lyon – Montbrison